# Norbert Wendner
Norbert Wendner (1947) è un ex sciatore alpino austriaco.

## Biografia
Sciatore polivalente con maggiore propensione alle prove tecniche originario di Vordernberg, Wendner in Coppa del Mondo esordì il 3 marzo 1967 a Sestriere in discesa libera (46º), ottenne il miglior risultato il 1º marzo 1968 a Kranjska Gora in slalom speciale (4º) e prese per l'ultima volta il via il 16 gennaio 1972 a Kitzbühel nella medesima specialità (28º). Non prese parte a rassegne olimpiche o iridate.

## Palmarès

### Coppa del Mondo
- Miglior piazzamento in classifica generale: 29º nel 1968

### Campionati austriaci
- 1 medaglia:
  -  1 argento (slalom speciale nel 1971)[senza fonte]